# 不伦瑞克火车总站
不伦瑞克火车总站（德語：Braunschweig Hauptbahnhof）是德国城市不伦瑞克的火车总站，距离市中心东南约1.6公里，自1960年10月1日起投入使用。它的落成取代了原位于内城南侧，采用新古典主義建筑风格的尽头站——旧不伦瑞克车站。不伦瑞克火车总站在德国铁路车站分级中被德铁车站及服务归类为二等车站。